# Oblačina
Oblačina (Servisch cyrillisch Овлачина) is een plaats in de Servische gemeente Merošina. De plaats telt 443 inwoners (2002).